# Cima delle Murelle
La cima delle Murelle o cima Murelle (2596 m s.l.m.) è una cima montuosa del massiccio della Maiella.

## Descrizione
Il monte è posto sul versante settentrionale-orientale del massiccio. La sua denominazione comprende il diminutivo dialettale del termine "morra", col significato di "cresta rocciosa", e fa riferimento alla parte occidentale della montagna, più aspra rispetto alla parte opposta. È tra le cime più elevate ed è raggiungibile in assetto escursionistico dal Blockhaus, via monte Cavallo. Fu scalato per la prima volta nel 1937 dall'alpinista farese Ciro Manzini.